# Annette Niederfranke
Annette Niederfranke (* 21. September 1959 in Bünde) ist eine deutsche Psychologin und ehemalige Ministerialbeamtin. Sie war von 2011 bis 2014 Staatssekretärin im Bundesministerium für Arbeit und Soziales.

## Leben
Niederfranke studierte nach dem Abitur von 1978 bis 1983 Psychologie an der Rheinischen Friedrich-Wilhelms-Universität Bonn und schloss das Studium als Diplom-Psychologin ab. Während des Studiums war sie 1981 an der University of North Chicago. Sie erlangte 1986 die Promotion an der Philosophischen Fakultät der Universität Bonn mit einer entwicklungspsychologischen Arbeit zum Vorruhestand. 
Nach ihrem Studium war sie von 1987 bis 1992 als wissenschaftliche Mitarbeiterin am Institut für Gerontologie der Ruprecht-Karls-Universität Heidelberg tätig, unter anderem bei Professorin Ursula Lehr. Dort forschte, publizierte, begutachtete sie zu gerontologischen und geschlechtsspezifischen Themen.
Im Oktober 1992 trat Niederfranke in den Bundesdienst ein und war seitdem in unterschiedlichen Funktionen tätig. Unter anderem war sie in verschiedenen Abteilungen als Unterabteilungsleiterin, Referatsleiterin und Gruppenleiterin im Bundesministerium für Familie, Senioren, Frauen und Jugend tätig. Im Mai 2008 gelang ihr der Aufstieg im Amt einer Ministerialdirektorin zur Leiterin der Abteilung für Kinder und Jugendpolitik im von Ursula von der Leyen (CDU) geführten Bundesfamilienministerium. Im Februar 2010 folgte sie Ursula von der Leyen in das Bundesministerium für Arbeit und Soziales und war seitdem Leiterin der neugeschaffenen Leitungsabteilung.
Im Oktober 2011 wurde sie unter Bundesministerin Ursula von der Leyen Staatssekretärin im Bundesministerium für Arbeit und Soziales und die neugeschaffene Leitungsabteilung wurde aufgelöst. Als Ursula von der Leyen das Amt der Bundesverteidigungsministerin annahm und Andrea Nahles (SPD) im Dezember 2013 die Nachfolge als Bundesarbeitsministerin antrat, wurde Niederfranke im Januar 2014 in den einstweiligen Ruhestand versetzt.
Niederfranke wurde im August 2014 Direktorin der Repräsentanz der Internationalen Arbeitsorganisation (IAO) in Deutschland. Zudem wurde sie 2020 Mitglied des Präsidiums der Welthungerhilfe.